# Advogado-geral dos Estados Unidos
O advogado-geral dos Estados Unidos (em inglês:  United States Solicitor General) é a figura pública, subordinada ao Departamento de Justiça, responsável pela representação do governo dos Estados Unidos em casos na Suprema Corte. O advogado-geral dos EUA é nomeado pelo Presidente dos Estados Unidos.
O escritório do Advogado-geral argumenta em nome do governo federal em quase todos os casos da Suprema Corte em que os Estados Unidos são parte e também representa na maioria dos casos em que o governo entrou  como amicus curiae. Nos Tribunais de Apelação dos Estados Unidos, o escritório do Advogado-geral analisa os casos decididos contra os Estados Unidos e determina se o governo buscará revisão na Suprema Corte. O escritório do Advogado-geral também analisa os casos decididos contra os Estados Unidos nos Tribunais Distritais dos Estados Unidos e decide se o governo entrará com um recurso.